# 貝克頓
貝克頓（Beckton）是東倫敦的一個地區，屬於紐漢倫敦自治市，位於查令十字以東8英里（12.9）。貝克頓位於泰晤士河北岸，開發開始於19世紀，曾是一個工業區。1981年至1995年，這裡是碼頭區再開發計劃對象的地區。